# Pobles
Pobles ist eine zum Ortsteil Muschwitz  der Stadt Lützen im Burgenlandkreis in Sachsen-Anhalt gehörige Ortschaft.

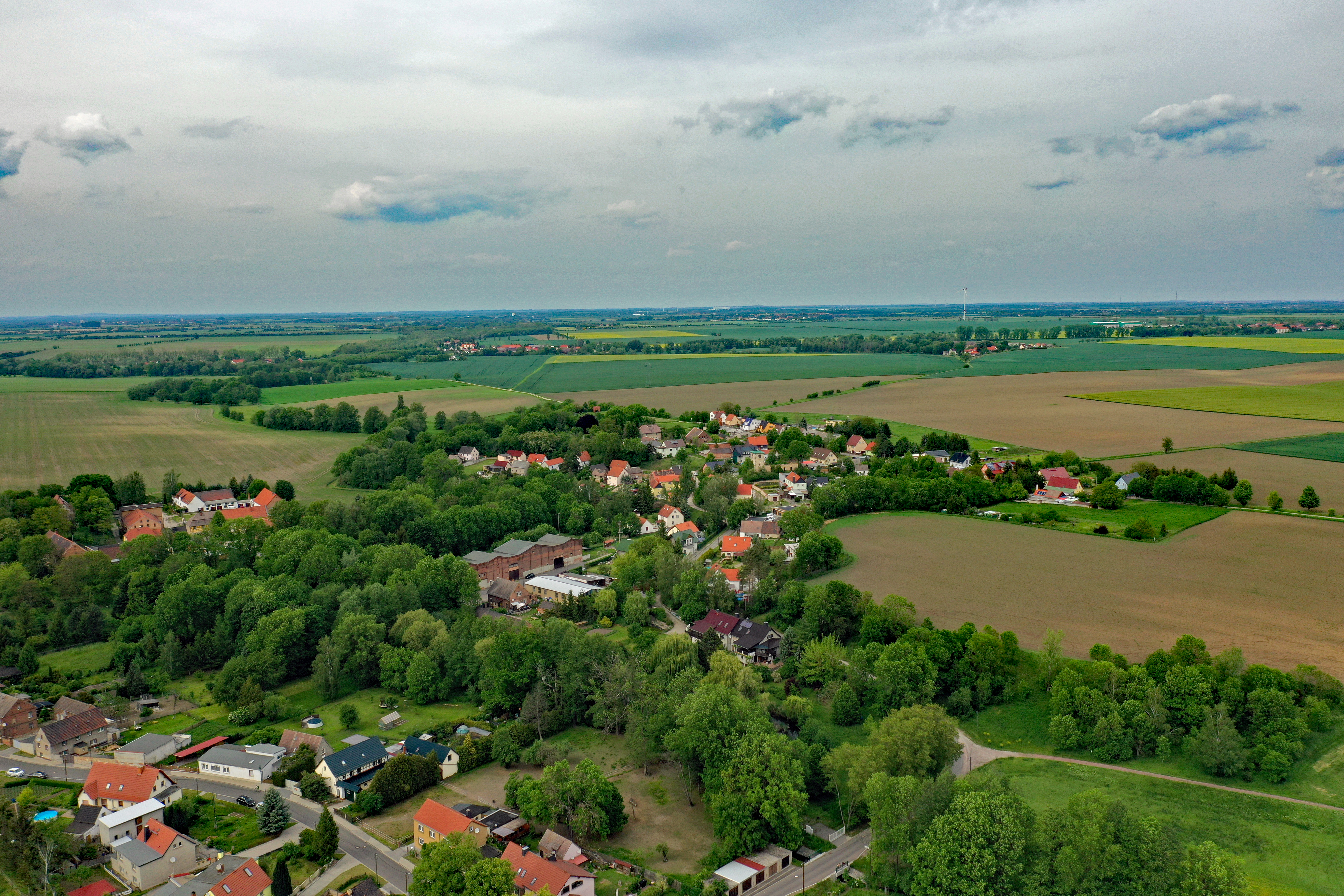
Luftbild

## Geografie
Pobles liegt südöstlich von Lützen zwischen Leipzig und Weißenfels sowie zwischen den Tagebaugebieten von Zwenkau und Profen. Umgeben ist die Ortschaft von umfangreichen landwirtschaftlichen Nutzflächen. Durch den Ort fließt der Grunaubach, der Pobles vom westlich angrenzenden Kreischau trennt.
Das Ortszentrum von Muschwitz liegt südöstlich von Pobles. Die Lange Straße führt von Pobles bis zur L 189, die Taucha mit Muschwitz verbindet.

## Geschichte

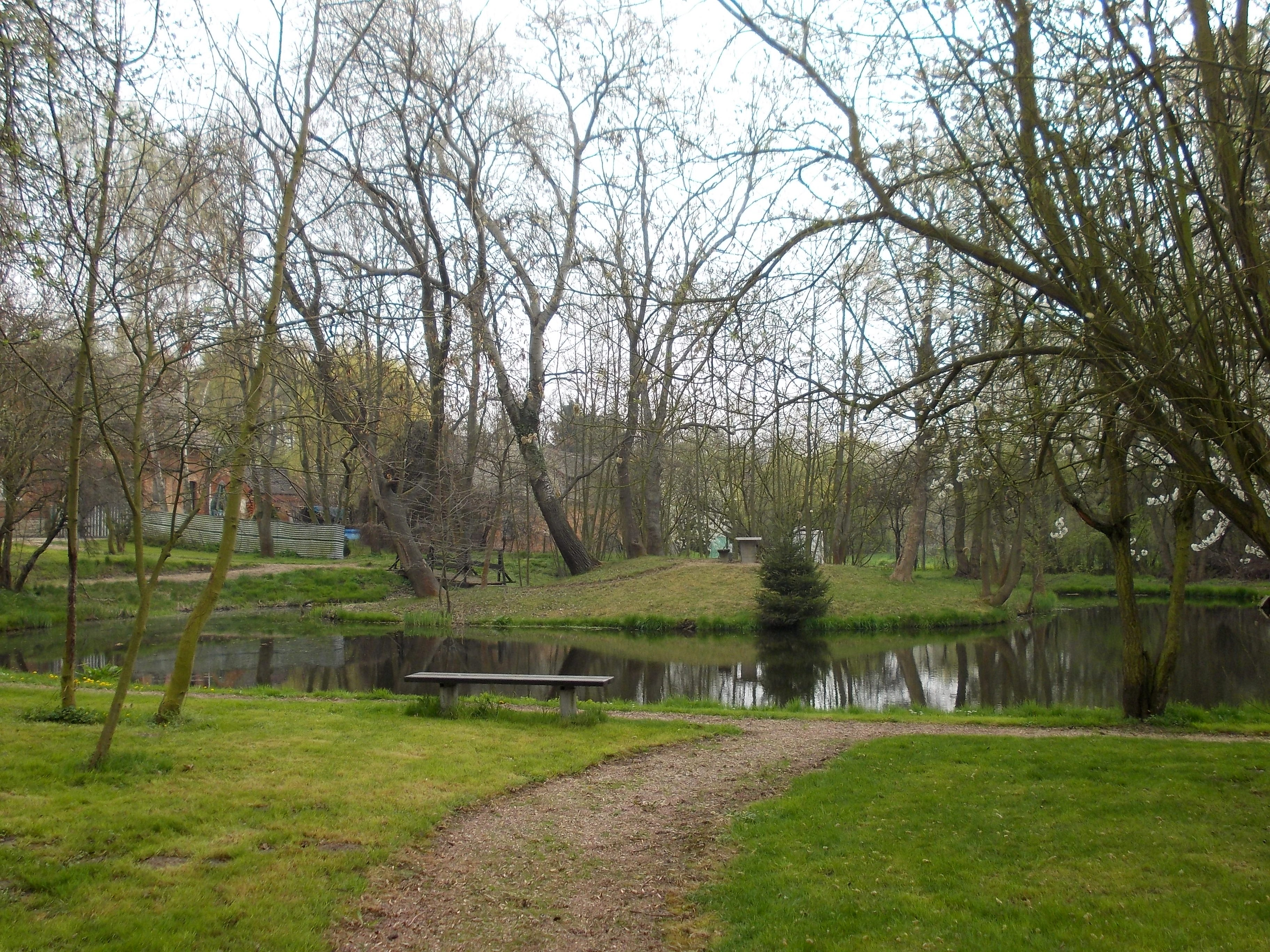
Wallteich mit Insel in Pobles, Standort eines frühmittelalterlichen Burg

Pobles gehörte bis 1806 zum Kurfürstentum Sachsen und bis 1815 zum Königreich Sachsen. Der Ort unterstand dem hochstift-merseburgischen Amt Lützen, das seit 1561 unter kursächsischer Hoheit stand und zwischen 1656/57 und 1738 zum Sekundogenitur-Fürstentum Sachsen-Merseburg gehörte.
Im Ort befand sich ein Rittergut, das sich im Besitz der Adelsfamilie Rex befand.
Der Turm der Dorfkirche St. Gangolf stammt noch aus dem 15. Jahrhundert; das gotische Kirchenschiff wurde 1865 durch einen größeren Neubau im neogotischen Stil ersetzt. 1994 musste der baufällige Dachstuhl des seit Jahrzehnten vernachlässigten Objektes abgenommen werden. Auf dem ehemaligen Friedhofsgelände steht noch der Grabstein von Friedrich Nietzsches Großvater, dem vormaligen Dorfpfarrer David Ernst Oehler.
1713 wurde die gesamte Dorfflur von Pobles vermessen und kartiert. Das entsprechende Flurbuch ist noch vorhanden.
Durch die Beschlüsse des Wiener Kongresses kam Pobles mit dem Westteil des Amts Lützen im Jahre 1815 zu Preußen. Der Ort wurde 1816 dem Regierungsbezirk Merseburg der Provinz Sachsen zugeteilt. Pobles gehörte zum Kreis Merseburg.
Bei der ersten Kreisreform in der DDR wurde Pobles am 1. Juli 1950 in den Kreis Weißenfels umgegliedert und gleichfalls in Muschwitz eingemeindet.
Am 1. Januar 2010 schlossen sich die bis dahin selbstständigen Gemeinden Muschwitz, Großgörschen, Poserna, Rippach und Starsiedel mit der Stadt Lützen zur neuen Stadt Lützen zusammen.

## Söhne und Töchter des Ortes
- Friedrich Wilhelm von Rex (* 29. November 1705 in Pobles; † 14. April 1763 in Dresden), königlich-polnischer und kurfürstlich-sächsischer Generalleutnant
- Franziska Nietzsche (* 2. Februar 1826; † 20. April 1897 in Naumburg), Pfarrerstochter und -gattin sowie die Mutter von Friedrich Nietzsche, der nach dem frühen Tod seines Vaters oft bei ihrem Vater, Pfarrer David Ernst Oehler, und dessen Frau war[7]

## Varia
- Für die Künstler Rüdiger Giebler und Moritz Götze handelt es sich bei dem von Thomas Mann in seinem Werk Doktor Faustus beschriebenen imaginären Ort Kaisersaschern um Pobles; ihre gemeinsame weltweite „Grand Tour“-Ausstellung trägt den Zusatz „Made in Kaisersaschern“ und soll in Pobles zu Ende gehen.[8][9]